# L'Ennemi
L'Ennemi è un cortometraggio muto del 1911 diretto e interpretato da Émile Chautard.

## Produzione
Il film fu prodotto dalla Société Française des Films Éclair.

## Distribuzione
Uscì nelle sale cinematografiche francesi il 30 agosto 1911.